# Spilosoma spectabilis
Spilosoma spectabilis är en fjärilsart som beskrevs av Ignaz Friedrich Tausch 1811. Spilosoma spectabilis ingår i släktet Spilosoma och familjen björnspinnare. Inga underarter finns listade i Catalogue of Life.